# Shire of Tambellup
Shire of Tambellup was een Local Government Area (LGA) in Australië in de staat West-Australië. Shire of Tambellup telde in 2007, 702 inwoners. De hoofdplaats was Tambellup. De Shire of Tambellup fuseerde in 2008 met het naburige Shire of Broomehill om de Shire of Broomehill-Tambellup te vormen.